# Spinotarsus triangulosellus
Spinotarsus triangulosellus är en mångfotingart som beskrevs av Kraus 1966. Spinotarsus triangulosellus ingår i släktet Spinotarsus och familjen Odontopygidae. Inga underarter finns listade i Catalogue of Life.